# John Geiger
John Francis Geiger, född 28 mars 1873 i Philadelphia, död 6 december 1956 i Philadelphia, var en amerikansk roddare.
Geiger blev olympisk guldmedaljör i åtta med styrman vid sommarspelen 1900 i Paris.